# Cheirolophus teydis
Cheirolophus teydis és una espècie de planta endèmica de Tenerife i La Palma i pertany a la família de les asteràcies també conegudes com a compostes. Es coneix com a "cabezón de la cumbre". o "boca de tauce" a Tenerife. El nom genèric Cheirolophus procedeix del grec cheir que significa mà, i de lopho que significa floc, al·ludint als pèls que surten del fruit. El nom específic teydis és un epítet geogràfic que fa referència a Las Cañadas del Teide, zona on viu aquesta planta en l'illa de Tenerife.
Pertany al grup d'espècies arbustives amb capítols de color blanc, crema o groc. Es diferencia per les bràctees involucrals que no tenen apèndix i són molt petits. Cheirolophus teydis és un arbust d'uns 1,5 metres d'alçada. Les fulles són enteres, lineals i en forma de llança, toscament dentades i enganxoses. Els capítols florals són solitaris, cònics. Els flòsculs són de color groc o crema. Els apèndixs de les bràctees involucrals són petits, amb marges desigualment dentats els quals no són uniformes o es presenten amb petites sinuositats poc profundes i desiguals  Arxivat 2015-02-05 a Wayback Machine..
És present a la zona subalpina de las Cañadas, a Tenerife, molt freqüent especialment en les zones orientades al sud, 1800-2200m, sobre vessants i cingles secs. En comunitats com La Fortaleza, Montaña de Diego Hernández, Boca de Tauce, etc. A la Palma, en la zona superior de la Caldera de Taburiente, zona del Roque de los Muchachos, etc.